# Natalia Striukova
Natalia Striukova (în ucraineană Наталія Стрюкова n. 14 septembrie 1997, în Zaporijjea) este o handbalistă din Ucraina care evoluează pe postul de intermediar dreapta pentru clubul românesc CSM Unirea Slobozia și echipa națională a Ucrainei. Anterior, în perioada martie 2022-ianuarie 2023, ea a jucat pentru CS Gloria 2018 Bistrița-Năsăud iar în perioada ianuarie 2023-iunie 2023 pentru CSM Slatina.

## Palmares
- Cupa EHF:
  - Turul 3: 2016
  - Turul 2: 2020
  - Turul 1: 2017, 2018

- Campionatul Belarusului:
  -  Câștigătoare: 2020

- Cupa Belarusului:
  -  Câștigătoare: 2020, 2021

- Campionatul Poloniei:
  -  Medalie de bronz: 2019

- Campionatul Ucrainei:
  -  Câștigătoare: 2015, 2016, 2017, 2018

- Cupa Ucrainei:
  -  Câștigătoare: 2016, 2017
  -  Finalistă: 2018

- Supercupa Ucrainei:
  -  Câștigătoare: 2016, 2017

- Liga Baltică:
  -  Câștigătoare: 2018
  -  Medalie de argint: 2017